# République de Hongrie (1919-1920)
Pour un article plus général, voir République de Hongrie.
6 août 1919 – 1er mars 1920
(6 mois et 23 jours)
Entités précédentes :
- République démocratique hongroise

Entités suivantes :
- Royaume de Hongrie

La république de Hongrie (en hongrois : Magyar Köztársaság) était, de 1919 à 1920, le régime politique officiellement en vigueur en Hongrie.

## Historique

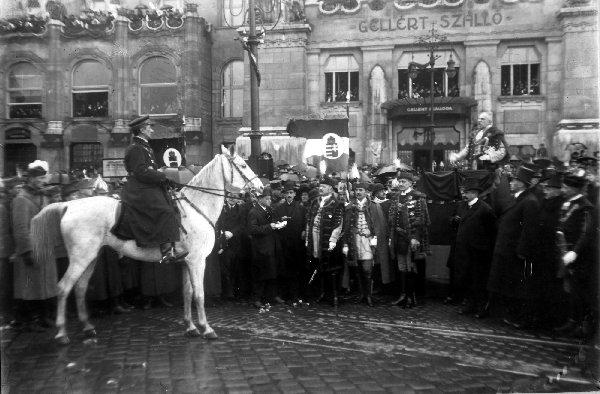
Entrée de l'amiral Horthy à Budapest le 16 novembre 1919.

À la chute de la république hongroise des Conseils le 1er août 1919, le gouvernement éphémère de Gyula Peidl rétablit le nom République démocratique hongroise (Magyar Népköztársaság). Le 6 août, le prince Joseph-Auguste se proclame régent (kormányzó, « gouverneur ») et nomme Premier ministre István Friedrich, qui renomme l'État en république de Hongrie (Magyar Köztársaság). Le 23 août, Joseph-Auguste doit démissionner sous la pression des Alliés victorieux qui ne voulaient pas d'un Habsbourg, et il soutient l'amiral Miklós Horthy quand celui-ci, devenu l'homme fort du pays, entre dans Budapest le 16 novembre 1919 puis est élu régent le 1er mars 1920, inaugurant la Régence.